# La Florida
La Florida là một khu tự quản thuộc tỉnh Nariño, Colombia. Thủ phủ của khu tự quản La Florida đóng tại La Florida Khu tự quản La Florida có diện tích 139 ki lô mét vuông. Đến thời điểm ngày 28 tháng 5 năm 2005, khu tự quản La Florida có dân số 15256 người.